# تاریخ لیما

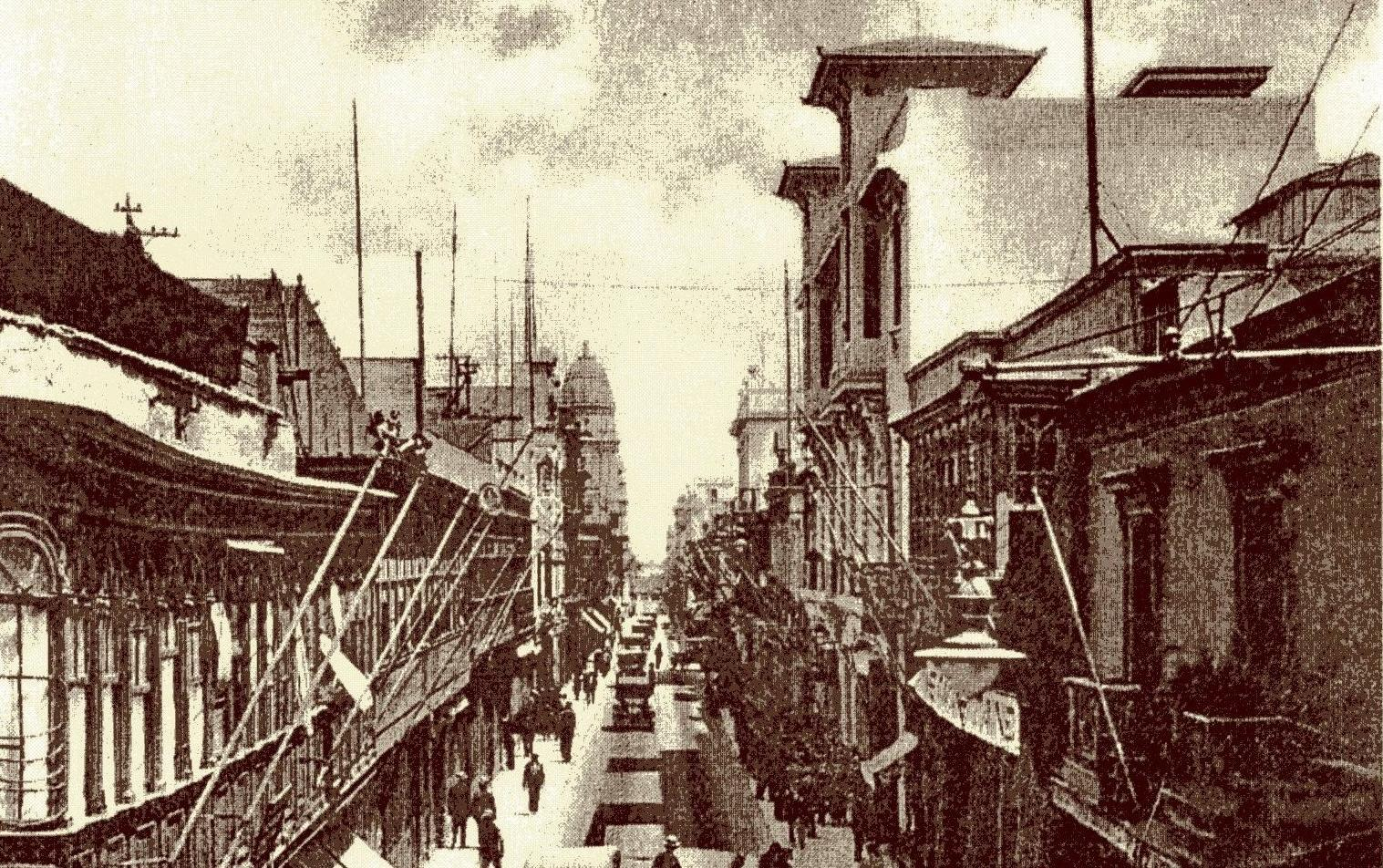
خیابان اصلی پرو در ابتدای سده بیستم میلادی.

تاریخ لیما، پایتخت پرو با ساخت آن توسط استعمارگر فرانسیسکو پیزارو در ۱۸ ژانویه ۱۵۳۵ آغاز می‌شود. این شهر در دره رود ریمک در منطقه‌ای با سیاست‌های ایچما نهاده شده بود. این شهر به‌زودی پایتخت نایب‌الملک‌نشین پرو و مقر تماشاچیان سلطنتی در سال ۱۵۴۳ شد. در سده هفدهم این شهر به عنوان پایگاهی برای تجارت علی‌رغم خطر زمین‌لرزه و دزدان دریایی پیشنهاد شد. با این وجود، رفاه شهر در سده هجدهم میلادی به علت رکود اقتصادی و اصلاحات بوربونی به پایان رسید.
مردمان لیما در طول جنگ استقلال پرو در سال ۱۸۲۱–۲۴ نقش دوجانبه‌ای داشتند و شهر از هر دو طرف سلطنت‌خواهان و میهن‌پرستان به یک اندازه ویران شد. لیما پایتخت جمهوری پرو نهاده شد. در طول سده نوزدهم میانه این شهر یک دوران کوتاه‌مدت رفاه داشت تا اینکه جنگ اقیانوس آرام منجر به تاراج و ویرانی لیما توسط سربازان شیلیایی شد. پس از جنگ، شهر به سوی یک دوران گسترش جمعیتی و بازسازی زیرساختی رفت. جمعیت لیما در دهه ۱۹۴۰ به دلیل مهاجرت از مناطق کوهستانی پرو در رشته‌کوه آند شتاب یافت. این رخداد منجر به افزایش مناطق مسکونی سرپوشیده در شهر شد زیرا خدمات عمومی نتوانستند با توسعه شهر همگام شوند.

## بنیان‌گذاری

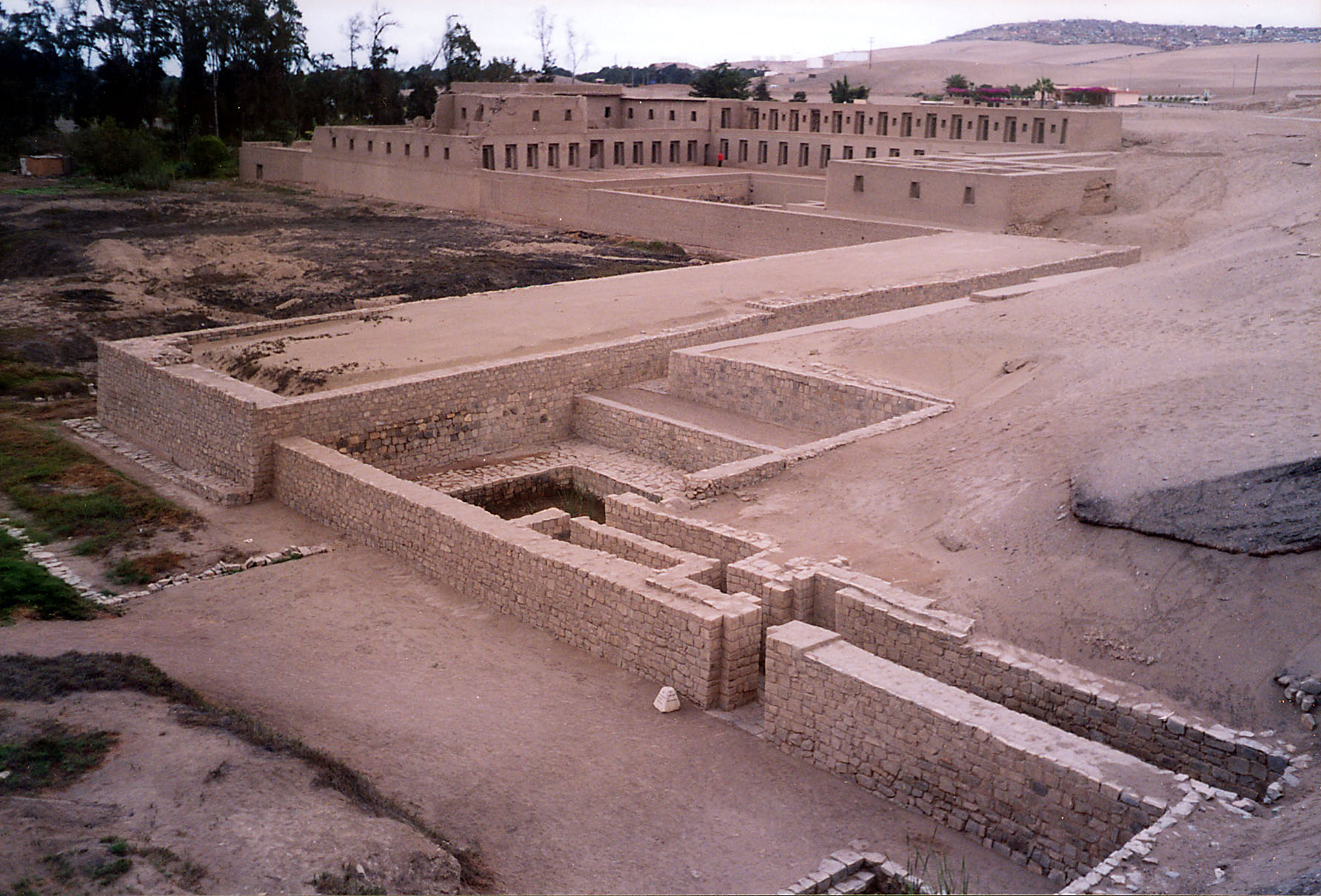
پاچاکاماک در دوران پیشاکلمبی یک شهر دینی مهم بود.

در دوران پیشاکلمبی، توسط چندین قبیله سرخ‌پوست مستقر شده بود. پیش از شکل‌گیری امپراتوری اینکا، دره رودهای رود ریمک و لورین توسط سیاست‌های تمدن ایچما اداره می‌شد.حضور آن‌ها را می‌توان به عنوان ۴۰ هرم که سامانه آبیاری دره‌ها را شکل می‌داد دید.
در سال ۱۵۳۲، گروهی از کنکیستادورها به رهبری فرانسیسکو پیزارو در دوران فتح پرو توسط اسپانیا به دنبال مکانی برای سکونت و مناسب برای پایتخت بودن می‌گشتند.انتخاب نخست او شهر خاوخا در میان کوه‌های آند بود اما آنجا به علت ارتفاع بالا و دور بودن از دریا نامناسب در نظر گرفته شد. گشت‌زن‌های اسپانیایی مکان بهتری در دره ریمک که به اقیانوس آرام نزدیک بود، آب فراوان و مواد چوبی داشت و دارای زمینه‌های گسترده ساخت و ساز و آب و هوای مناسب نیز بود؛ بنابراین پیزارو شهر لیما را در مرکز خط ساحلی پرو در ۱۷ ژانویه ۱۵۳۵ بنیان‌گذاری کرد. کارلوس خورتا در زمان‌شناسی فتح پادشاهی‌های پرو (اسپانیایی: Cronología de la conquista de los Reinos del Perú‎) می‌نویسند که:

شهر لیما در ۱۸ ژانویه بنیان‌گذاری شد و به آن شهر پادشاهان به افتخار پادشاهان مقدس که در آنجا جشن می‌گرفتند گفته می‌شد. در کلیسا، پایه و بنیان شهر آغاز شد، جایی که پیزارو نخستین کلنگ را بر زمین زد.

در اوت ۱۵۳۶، شهر تازه ساخته‌شده توسط سربازان مانکو اینکا یاکویی، رهبر شورشی ضد اسپانیایی‌ها محاصره شد. پس از نبردی در شهر و اطراف آن، سربازان اسپانیایی و متحدان سرخ‌پوستشان که پیزارو رهبری آن‌ها را بر عهده داشت، شورش شکست خورد.